# Kniha Helaman
Kniha Helaman je desátou částí v Knize Mormonově, americkém náboženském díle, které roku 1830 vydal Joseph Smith. Její děj se má odehrávat mezi lety 52 př. n. l. – 1 př. n. l. a má být dílem několika starověkých amerických proroků (jako je například Helaman II. a Nefi II.).

## Vznik a pozadí
Kniha Helaman je součástí Knihy Mormonovy – náboženské knihy mormonského náboženství, která byla sepsána (přeložena) Josephem Smithem na počátku 19. století. Panují pochyby o to, zda je kniha skutečným historickým dokumentem.

## Děj
Děj Knihy Helaman se odehrává během období vlády soudců a volených zástupců lidu. Jednou ze stěžejních dějových linek tvoří duchovní pád nefitského národa a vznik tajných spolčení.
Kladné postavy:
- Pahoran I. a II.
- Pakumeni
- Helaman II.
- Nefi II.
- Cezoram

Záporné postavy:
- Paanki
- Koriantumr
- Kiškumen
- Gadianton

### Potíže soudcovské demokracie
"A nyní vizte, stalo se na počátku čtyřicátého roku vlády soudců nad lidem Nefiovým, že mezi lidem Nefitů vyvstaly vážné nesnáze. Neboť vizte, Pahoran (hlavní soudce - pozn.autora) zemřel a odešel cestou všeho pozemského; tudíž mezi bratřími, kteří byli syny Pahoranovými, vyvstal vážný svár ohledně toho, kdo by měl získati soudcovskou stolici. Nyní, toto jsou jména těch, kteří se svářili o soudcovskou stolici a kteří také způsobili, že se lidé svářili: Pahoran, Paanki a Pakumeni." Helaman 1:1-3

Kniha Helaman začíná příběhem soudce Pahorana I., který zemřel a zanechal po sobě prázdné křeslo vrchního soudce lidu. Jeho 3 synové soupeřili o přízeň lidu a demokratickou volbou byl určen Pahoran II. Spiknutí jeho bratra Paankiho, pokus o mocenský převrat a zdařený atentát způsobil naprostou politickou nestabilitu lidu natolik, že se nefitský národ stal snadným terčem znepřátelených kmenů.

### Náhlé vyplenění města Zarahemla
"A stalo se, že pro tak mnohé sváry a tak mnohé nesnáze ve vládě nedrželi v zemi Zarahemla dostatečné stráže; neboť se domnívali, že se Lamanité neodváží přijíti do srdce zemí jejich, aby napadli ono veliké město Zarahemla. Ale stalo se, že Koriantumr pochodoval v čele svých početných zástupů a přišel na obyvatele města, a jejich pochod byl v tak nesmírně veliké rychlosti, že Nefitům nezbyl žádný čas na to, aby shromáždili svá vojska. Tudíž Koriantumr srazil hlídku u vchodu do města a vpochodoval s celým svým vojskem do města a zabili každého, kdo se jim postavil, takže se zmocnili celého města. A stalo se, že Pakumeni, který byl hlavním soudcem, prchal před Koriantumrem, až ke zdem města. A stalo se, že Koriantumr ho udeřil u zdi natolik, že zemřel. A tak skončily dny Pakumeniovy." Helaman 1:18-21

Od počátku děje Knihy Mosiáš až po první kapitoly Knihy Helaman najdeme kontinuální vládu nefitských území z hlavního města Zarahemla. Toto město je však během politické nestablity napadeno lamanitským vojskem, které jej vyplení a zabije hlavního soudce Pakumeniho. Tato náhlá zkáza je předobrazem budoucí katastrofy, jež se odehrává v 3.Nefim a postihne celý americký kontinent.
Vůdcem lamanitským vojsk, který dosáhl takto význačného vojenského úspěchu, byl podle textu jakýsi Koriantumr, který byl údajně "potomkem Zarahemlovým". Je pravděpodobné, že roli v celém válečném konfliktu měla Koriantumrova rétorika, založená na zasévání rozkolu mezi Nefity a Mulekity, tedy 2 hlavními národy (etniky) v nefitské říši a městě Zarahemla. Něco podobného můžeme najít v politických bojích v Knize Alma.

## Autorství
Teorie o autorství většinou balancují mezi tím, zda je autorem knihy Joseph Smith
nebo starověcí proroci. Kniha podle badatelů obsahuje jak
starověké motivy (jako vnitřní literární systém – chiasmus), tak
novodobé rysy (způsobené buďto moderním překladem nebo moderním
autorstvím). Ve výsledku je otázka autenticity nejistá a pohledy
ovlivněné náboženským pozadím.

### Záznam Helamana II.
Kapitoly 1-3 jsou záznamem Helamana II., který usedl na křeslo vrchního soudce. Někteří badatelé tvrdí, že právě po Helamanu II. je celá kniha nazvaná.

### Záznam Nefi II.
Ve 4.kapitole začíná záznam Helamanova syna, Nefiho. Kapitoly 4-6 podávají jeho vyprávění a kapitoly 7-11 jeho proroctví. Je možné, že byl spoluautorem nebo editorem kapitoly 13-15.

### Samuelova slova
Kapitoly 13-15 obsahují slova lamanitského proroka Samuela. Není zcela jasné, zda je zapsal (nebo dal zapsat) samotný Samuel, někdo z posluchačů, někdo z kněží nebo prorok Nefi II. Pří svém příchodu napomenul Ježíš Kristus Nefity, aby připojili Samuelova slova ke svatým záznamům svých otců, ale není jasné, kde se do té doby nacházela.

### Mormonova redakce a přídavky
Tradiční postoj o autorství knihy Helaman zastává názor, že text proroků
byl redigován (zpracován) dějepiscem Mormonem asi v 3. století n. l. V případě Knihy Helaman napsal prorok Mormon také kapitolu 12.